# Iudex non calculat
Iudex non calculat is een Latijns juridisch adagium dat letterlijk betekent: de rechter rekent niet.

## Omschrijving
Het adagium komt voort het uit principe uit het Romeins recht dat kennelijke rekenfouten in een rechterlijke beslissing die beslissing niet schaden en te allen tijde kunnen worden gecorrigeerd. Figuurlijk beschrijft het adagium ook het idee dat een rechter het aantal door de partijen aangedragen argumenten niet 'optelt', maar zijn of haar beslissing baseert op de sterkte van die argumenten.

### België
In België bepaalt art. 794, eerste lid van het Gerechtelijk Wetboek (Ger.W.) dat de rechter elke kennelijke rekenfout in een rechterlijke uitspraak kan verbeteren, zonder evenwel de daarin bevestigde rechten uit te breiden, te beperken of te wijzigen.